# Vrabče
Vrabče so naselje v Občini Sežana. Na Vrabčah je sedež Krajevne skupnosti Vrabče.